# Granada CF
Granada CF is een Spaanse voetbalclub uit Granada, Andalusië. De club komt uit in de Primera División, in 2019 promoveerde de club uit Segunda Division A. Thuisstadion is het Estadio Nuevo Los Cármenes met 19.336 plaatsen.

## Geschiedenis

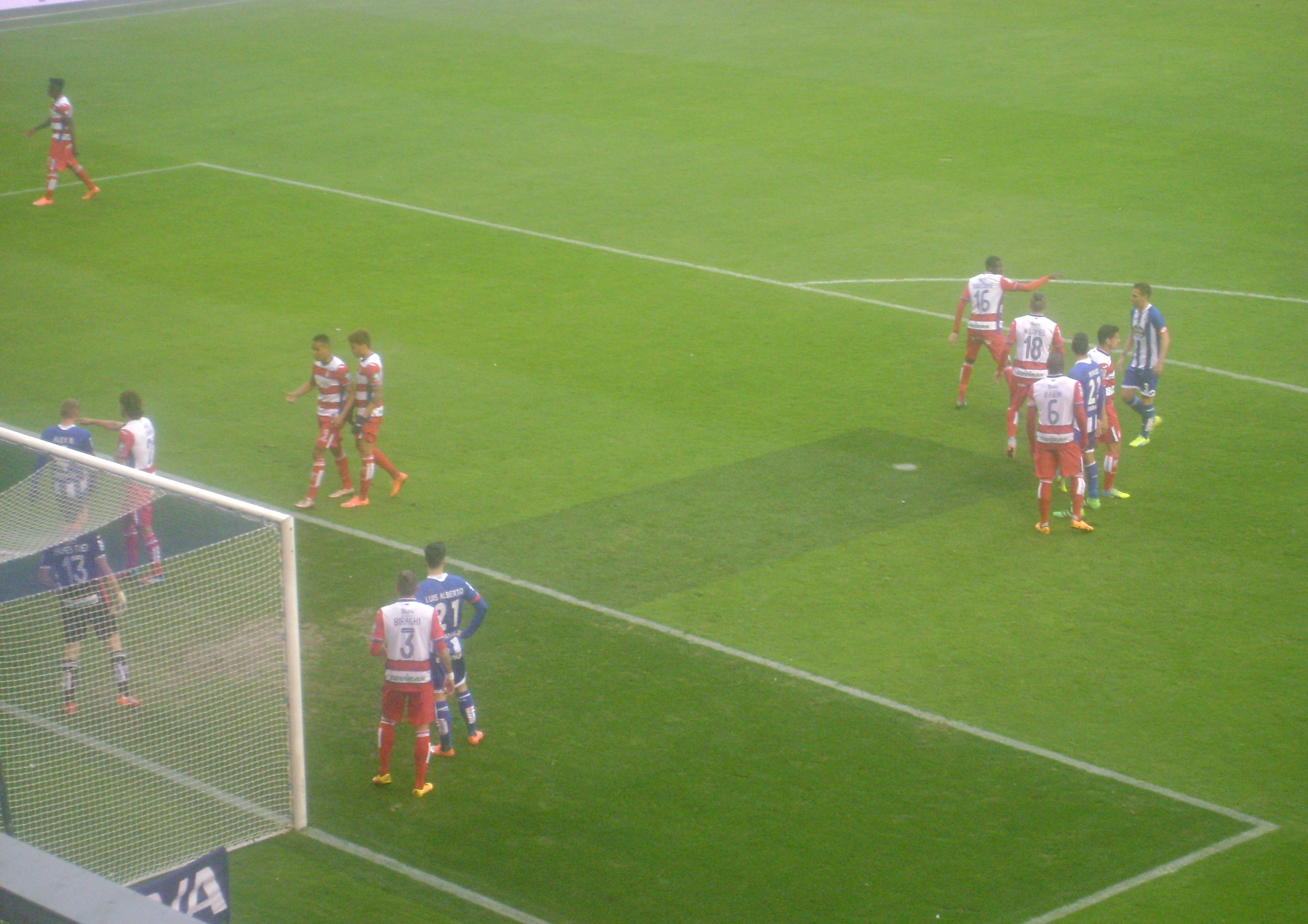
Deportivo La Coruña tegen Granada CF

Granada CF werd opgericht op 14 april 1931. De club speelde voor het eerst in de Primera División in het seizoen 1941/1942. In totaal speelde Granada CF 17 seizoenen in de hoogste Spaanse divisie, maar kon nooit een prijs winnen. De beste klassering was de zesde plaats in de jaargangen 1971/1972 en 1973/1974. De club bracht het meeste seizoenen door in de Segunda División A (30). In 2006 promoveerde Granada CF als kampioen van de Tercera División (vierde klasse) naar de Segunda División B. Op 29 januari 2007 stapte trainer Josip Visnjic na tegenvallende resultaten op. Tot het einde van het seizoen nam José Víctor de honneurs waar. In 2010 werd de club kampioen van de Grupo IV van de Segunda B en via de play-offs promoveerde Granada CF vervolgens naar de Segunda A. In het seizoen 2010-2011 promoveerde de club na 35 jaar weer naar de Primera División. Thuis in de finale van de play-offs om promotie speelde het met 0-0 gelijk tegen Elche CF, mede door een door Granada gemiste strafschop in de blessuretijd van de wedstrijd. In de return werd het 1-1, Granada promoveerde op basis van het uitdoelpunt. In het seizoen 2016-2017 eindigde Granada als 20e in the Primera División waardoor het rechtstreeks degradeerde naar de Segunda División A. In het seizoen 2018-2019 behaalde Granada CF de tweede plaats in de eerste divisie van Spanje, goed voor promotie naar het hoogste niveau. Vanaf het seizoen 2019-2020 kwam de club weer uit op het hoogste niveau.
De club heeft een samenwerkingsverband met het Italiaanse Udinese.

## Erelijst
- Beker van Spanje

Verliezend Finalist: 1959
- Kampioen Segunda División A

1941, 1957, 1968, 2023
- Kampioen Segunda División B

1983, 2000, 2010
- Kampioen Tercera División

1934, 2004, 2006

## Eindklasseringen
- 1940 2e
Segunda División
- 1941 1e
Segunda División
- 1942 10e
Primera División
- 1943 12e
Primera División
- 1944 8e
Primera División
- 1945 12e
Primera División
- 1946 4e
Segunda División
- 1947 7e
Segunda División
- 1948 7e
Segunda División
- 1949 3e
Segunda División
- 1950 9e
Segunda División
- 1951 7e
Segunda División
- 1952 13e
Segunda División
- 1953 9e
Segunda División
- 1954 4e
Segunda División
- 1955 3e
Segunda División
- 1956 8e
Segunda División
- 1957 1e
Segunda División
- 1958 13e
Primera División
- 1959 13e
Primera División
- 1960 12e
Primera División
- 1961 16e
Primera División
- 1962 3e
Segunda División
- 1963 6e
Segunda División
- 1964 6e
Segunda División
- 1965 7e
Segunda División
- 1966 2e
Segunda División
- 1967 14e
Primera División
- 1968 1e
Segunda División
- 1969 8e
Primera División
- 1970 12e
Primera División
- 1971 10e
Primera División
- 1972 6e
Primera División
- 1973 15e
Primera División
- 1974 6e
Primera División
- 1975 15e
Primera División
- 1976 17e
Primera División
- 1977 10e
Segunda División
- 1978 9e
Segunda División
- 1979 6e
Segunda División
- 1980 13e
Segunda División
- 1981 17e
Segunda División
- 1982 10e
Segunda División B
- 1983 1e
Segunda División B
- 1984 8e
Segunda División
- 1985 18e
Segunda División
- 1986 7e
Segunda División B
- 1987 3e
Segunda División B
- 1988 19e
Segunda División
- 1989 16e
Segunda División B
- 1990 4e
Segunda División B
- 1991 5e
Segunda División B
- 1992 9e
Segunda División B
- 1993 3e
Segunda División B
- 1994 6e
Segunda División B
- 1995 13e
Segunda División B
- 1996 2e
Segunda División B
- 1997 6e
Segunda División B
- 1998 4e
Segunda División B
- 1999 6e
Segunda División B
- 2000 1e
Segunda División B
- 2001 5e
Segunda División B
- 2002 10e
Segunda División B
- 2003 4e
Tercera División
- 2004 1e
Tercera División
- 2005 5e
Tercera División
- 2006 1e
Tercera División
- 2007 13e
Segunda División B
- 2008 5e
Segunda División B
- 2009 10e
Segunda División B
- 2010 1e
Segunda División B
- 2011 5e
Segunda División
- 2012 17e
Primera División
- 2013 15e
Primera División
- 2014 15e
Primera División
- 2015 17e
Primera División
- 2016 17e
Primera División
- 2017 20e
Primera División
- 2018 10e
Segunda División
- 2019 2e
Segunda División
- 2020 7e
Primera División
- 2021 9e
Primera División
- 2022 18e
Primera División
- 2023 1e
Segunda División
- 2024 20e
Primera División
- 2025 7e
Segunda División

- Primera División
- Segunda División
- Segunda División B
- Tercera División

## In Europa
Uitslagen vanuit gezichtspunt Granada CF
| Seizoen | Competitie    | Ronde        | Land                 | Club                 | Totaalscore | 1e W    | 2e W    | PUC  |
| ------- | ------------- | ------------ | -------------------- | -------------------- | ----------- | ------- | ------- | ---- |
| 2020/21 | Europa League | 2Q           | Vlag van Albanië     | KS Teuta Durrës      | 4-0         | 4-0 (U) |         | 17.5 |
|         |               | 3Q           | Vlag van Georgië     | Lokomotivi Tbilisi   | 2-0         | 2-0 (T) |         | 17.5 |
|         |               | PO           | Vlag van Zweden      | Malmö FF             | 3-1         | 3-1 (U) |         | 17.5 |
|         |               | Groep E      | Vlag van Nederland   | PSV                  | 2-2         | 2-1 (U) | 0-1 (T) | 17.5 |
|         |               | Groep E      | Vlag van Griekenland | PAOK Saloniki        | 0-0         | 0-0 (T) | 0-0 (U) | 17.5 |
|         |               | Groep E (2e) | Vlag van Cyprus      | Omonia Nicosia       | 4-1         | 2-0 (U) | 2-1 (T) | 17.5 |
|         |               | 2R           | Vlag van Italië      | SSC Napoli           | 3-2         | 2-0 (T) | 1-2 (U) | 17.5 |
|         |               | 1/8          | Vlag van Noorwegen   | Molde FK             | 3-2         | 2-0 (T) | 1-2 (U) | 17.5 |
|         |               | 1/4          | Vlag van Engeland    | Manchester United FC | 0-4         | 0-2 (T) | 0-2 (U) | 17.5 |

Totaal aantal punten voor UEFA coëfficiënten: 17.5
Zie ook
- Deelnemers UEFA-toernooien Spanje
- Ranglijst van alle clubs die in de diverse Europa Cups zijn uitgekomen

## Bekende spelers

### Spanjaarden
- Nolito
- Recio
- César Rodríguez
- Oier
- Bryan Zaragoza

### Overig
- Youssef El-Arabi
- Ivan Kelava
- Ritchie Kitoko
- Carlos Martins
- Yohan Mollo
- Luis Muriel
- Facundo Pellistri
- Andreas Pereira
- Daniel Pudil
- Guilherme Siqueira
- Gabriel Torje
- Ikechukwu Uche
- Hassan Yebda